# 로미와 미셀
《로미와 미셀》(영어: Romy and Michele's High School Reunion)은 1997년 개봉한 미국의 코미디 영화이다. 데이비드 머킨의 감독 데뷔작이며, 로빈 시프의 희곡 "Ladies Room"이 영화의 원작이다.

## 출연
- 미라 소비노
- 리사 쿠드로
- 저닌 거로펄로
- 앨런 커밍
- 줄리아 캠벨
- 캐머런 맨하임
- 일레인 헨드릭스
- 빈센트 벤트레스카
- 크리스틴 바워
- 하코브 바르가스
- 저스틴 서로
- 테이트 테일러
- 팻 크로퍼드 브라운

## 기타 제작진
- 공동 제작: 리처드 루크 로스차일드
- 배역: 마샤 로스
- 미술: 메인 버크
- 의상: 모나 메이